# Vicent Martí Ferrer
Vicent Martí Ferrer (Villalonga, 18 juli 1972) is een Spaans componist, muziekpedagoog, dirigent en hoornist.

## Levensloop
Martí Ferrer kreeg eerste muziekles in de muziekschool van de Banda di Música Agrupació Musical de Villalonga. Vervolgens studeerde hij aan het Conservatorio Profesional "Mestre Vert" de Carcaixent en hoorn en harmonie aan het Conservatorio Superior de Música "Joaquín Rodrigo" in Valencia. Tot zijn docenten behoorden Salvador Seguí, Rafael Taléns Pello, Alejandro Maicas Carrasquer en José Rosell Pons. Verder studeerde hij privé hoorn bij Javier Bonet-Manrique en Vicente Zarzo Pitarch en orkest- en HaFa-directie bij Luís Sanjaime Meseguer, Bernardo Adam Ferrero, Juan José Olives en Pablo Sánchez Torella alsook analyse bij Luis Blanes Arques, César Cano Forrat en Gregorio Jiménez.
Als dirigent verzorgde hij verschillende optredens in Valencia, Galicië en in Innsbruck. Hij was dirigent van de Banda Unió Musical d’Otos van 2002 tot 2007. Tegenwoordig is hij dirigent van de Banda Assosiació Amics de la Música de Palma de Gandía, waar hij ook als directeur van de muziekschool bezig is. Als docent voor hoorn en koorleiding werkt hij aan verschillende muziekscholen in de provincie Valencia.
Hij bewerkt klassieke orkestwerken voor banda, maar schrijft ook eigen werk voor deze orkestvorm (Tuareg (2000), marcha mora en Cais, marcha mora), voor koor, instrumentaal- en kamermuziek.